# أندريه آدم
أندريه آدم هو دبلوماسي بلجيكي، ولد في 10 سبتمبر 1936 في إقليم بروكسل العاصمة في بلجيكا، وتوفي في 22 مارس 2016 في زافينتيم في بلجيكا.